# Хамфрис, Дэвид (регбист)
Доктор Дэвид Хамфрис (англ. David Humphreys, родился 10 сентября 1971 в Белфасте) — ирландский регбист, игравший на позиции флай-хава. За сборную Ирландии провёл 72 игры и набрал 560 очков (в том числе за счёт 6 попыток).

## Биография

### Образование
Учился в академии Баллимены. Окончил Университет Королевы в Белфасте, юридический факультет. В Оксфордском университете получил степень доктора юридических наук и специальность солиситора. В декабре 2003 года за спортивные заслуги стал почётным доктором Ольстерского университета.

### Клубная карьера
Регби занимался со школьных лет и во время учёбы в университете. В 1995 году выступал за команду Оксфордского университета в ежегодном матче против Кембриджа и в одиночку набрал все очки: попытка, реализация, дроп-гол и три штрафных (итоговая победа Оксфорда 21:19). Он выступал за английскую команду из ирландцев «Лондон Айриш», а в 1998 году пришёл в «Ольстер», где стал твёрдым игроком основы.
В Кубке Хейнекен 1998/1999 Дэвид выводил свою команду на поединок с «Коломье» и помог одержать победу со счётом 21:6 на стадионе «Лэнсдаун Роуд» в Дублине — в той встрече он забил дроп-гол. В 2002 году в Кубке Хейнекен Хамфрис набрал 37 очков в матче против «Лондон Уоспс» (победа 42:16), что стало его рекордом в Кубке. В сентябре 2004 года он провёл 100-ю игру за «Ольстер», войдя в число «гвардейцев» наравне с Гари Лонгуэллом, Джеймсом Топпингом и Энди Уордом.
В финальном туре Кельтской лиги сезона 2005/2006 «Ольстер» вырвал заветную победу у валлийского клуба «Оспрейз», обойдя принципиальнейших противников из клуба «Манстер». За четыре минуты до конца встречи ольстерцы проигрывали 17:65, когда Хамфрис с 40 метров решился забить дроп-гол, что ему и удалось совершить. «Ольстер» вырвал победу и завоевал титул чемпиона Кельтской лиги. В сезоне 2006/2007 Дэвид установил рекорд клуба, набрав 200 очков в 20 играх за сезон.
9 мая 2008 он провёл прощальный матч против «Кардифф Блюз»: завершавшего карьеру Хамфриса стадион встречал и провожал овацией. Он провёл на поле 8 минут, после чего был заменён.

### Карьера в сборной
В 1992 году Дэвид в составе сборной колледжей Ирландии выиграл Тройную корону. Также он выступал во второй сборной Ирландии «Айрлэнд Вулфхаунлс» и молодёжной сборной. Дебютировал в составе основной сборной Ирландии 17 февраля 1996 в поединке против Франции. В сборной он провёл всего 72 игры, часто пропуская встречи из-за неоптимального физического состояния. Сыграл на чемпионате мира 1999 года два матча против США (5 реализаций и один штрафной, 13 очков) и Австралии (штрафной, 3 очка); на чемпионате мира 2003 года провёл четыре матча против Румынии (3 реализации и 4 штрафных, 18 очков), Аргентины (реализация и пенальти, 5 очков), Австралии и Франции (три реализации, 6 очков). Часто он менялся позицией с Ронаном О’Гара.
В сезоне 2003/2004 Дэвид выбыл из обоймы сборной. Летом 2005 года он провёл тест-матчи против Японии, дважды выведя сборную в ранге капитана. В ноябре 2005 года он провёл три матча против Новой Зеландии, Австралии и Румынии как капитан команды. В 2006 году по окончании Кубка шести наций он объявил об уходе из сборной, посетовав на то, что ему не предоставили возможность сыграть на турнире. Матч против Румынии 26 ноября 2005 оказался последним для Хамфриса: всего он провёл 72 игры и набрал 560 очков.
Хамфрис также приглашался в международную команду «Барбарианс».

### Тренерская карьера
С 2008 по 2014 годы Хамфрис работал в тренерском штабе и занимал должность консультанта по операциям клуба. 7 июня 2014 вошёл в тренерский штаб «Глостера» как директор регби (директор клуба).

### Личная жизнь
Есть брат Иан, флай-хав команды «Ольстер», имеет опыт игры за сборную Ирландии по регби-7.
В январе 2004 года награждён Орденом Британской империи.

## Стиль игры
Хамфрис был известен благодаря своим точным и мощным ударам (особенно дроп-голам), а также способностью совершать внезапные рывки при занесении попытки. Так, его дроп-голы позволяли как «Ольстеру», так и сборной Ирландии одерживать ряд побед. Вклад Дэвида Хамфриса в успехи сборной Ирландии многими экспертами оценивается как значительный.